# Arghoslent
Arghoslent é uma banda estadunidense de death metal oriunda da região de Oakton no estado da Virgínia. A banda foi formada em 1990 como Pogrom, mas após algumas mudanças na formação alteraram o nome para o atual. O nome Arghoslent deriva da combinação de duas palavras da língua grega antiga: argo (fortaleza) e slent (habitante); que traduzido livremente significa "habitante de uma fortaleza". Arghoslent têm sido alvo de controvérsia desde a sua concepção, por suas letras baseadas na ideologia da supremacia branca em favor de temas como o tráfico negreiro, colonização, fascismo e a eugenia. No entanto, apesar das controvérsias em torno de suas letras e ideologias, Arghoslent recebeu elogios quase unânimes por sua música.

## Influências
Musical
Arghoslent cita como suas principais influências musicais as bandas Vio-lence, Incubus, Wargasm, Possessed, Autopsy, Razor, Blood Feast, Rigor Mortis, King Diamond, Carnivore, Vader, Forced Entry, Sarcófago, Destruction, Sadus, Kreator, Forbidden, Dark Angel, Devastation, Entombed, Corpus Rottus, Bolt Thrower, Carcass, Impetigo, Abominog, Deceased, Impaled Nazarene, Pan.Thy.Monium, Darkthrone, etc. O guitarrista Holocausto declarou numa entrevista ser desinteressado pelo heavy metal contemporâneo. Holocausto ouve atualmente ópera russa e flamenco, especialmente os trabalhos do compositor Modest Mussorgsky e do guitarrista Vicente Amigo.
Lírica
Embora as letras de Arghoslent variem em tópicos, todas possuem uma conotação negativa ou levam a uma conclusão trágica.

## Discografia
- The Entity (demo, 1991)
- Bastard Son of One Thousand Whores (demo, 1992)
- The Imperial Clans (demo, 1993)
- Arsenal of Glory (demo, 1996)
- Galloping Through the Battle Ruins (álbum, 1998)
- Troops of Unfeigned Might (EP, 2000)
- Arghoslent / Stargazer (split, 2001)
- Incorrigible Bigotry (álbum, 2002)
- Arghoslent / Morbid Upheaval (split, 2004)
- Arghoslent / Mudoven / Der Stürmer (split, 2005)
- Hornets of the Pogrom (álbum, 2008)
- 1990–1994: The First Three Demos (compilação, 2008)
- Send Forth the Best Ye Breed (split, 2009)